# Lens (Pas-de-Calais)
Lens település Franciaországban, Pas-de-Calais megyében. Lakosainak száma 32 697 fő (2022. január 1.). Lens Loos-en-Gohelle, Éleu-dit-Leauwette, Avion, Liévin, Loison-sous-Lens, Sallaumines és Vendin-le-Vieil községekkel határos.

## Történelme
A várostól nyugatra zajlott le 1648.  augusztus 20-án a lensi csata, a harmincéves háború végső szakaszának egyik döntő ütközete, ahol a francia hadat vezető Nagy Condé herceg vereséget mért Habsburg Lipót főherceg spanyol és németalföldi seregére.

## Népesség
A település népességének változása:
| Lakosok száma | 31 647 | 30 413 | 31 080 | 31 415 | 31 606 | 31 461 | 32 458 | 32 618 | 32 697 |
|               | 2013   | 2015   | 2016   | 2017   | 2018   | 2019   | 2020   | 2021   | 2022   |

## Sport
Labdarúgócsapata, az RC Lens a 2022–2023-as francia labdarúgó-bajnokság első osztályában játszik.